# Tethya microstella
Tethya microstella är en svampdjursart som beskrevs av Sarà 1990. Tethya microstella ingår i släktet Tethya och familjen Tethyidae.
Artens utbredningsområde är havet kring Australien. Inga underarter finns listade i Catalogue of Life.